# Charlotte Sophie Bentinck
Charlotte Sophie Bentinck, comtesse d'Aldenburg, née le 5 août 1715 et morte le 4 février 1800, est une aristocrate allemande.
Femme de lettres, épistolière, parfois surnommée « la Sévigné de l'Allemagne », elle est en particulier connue pour la longue correspondance qu'elle tient avec Voltaire.

## Biographie

### Famille et jeunesse
Charlotte Sophie Bentinck est la fille unique d'Antoine II d'Aldenbourg (de), seigneur de Kniphausen, et de Wilhelmine-Marie de Hesse-Hombourg (de). Elle naît le 5 août 1715 et grandit sur le domaine paternel, à Varel,.

### Mariage, séparation et liaison
À l'âge de dix-sept ans, en 1733, Charlotte Sophie est mariée à Willem Bentinck, noble hollandais. Deux fils naissent de cette union, mais le couple n'est pas heureux et se sépare en 1739. Son ancien mari conserve la garde des deux enfants, que leur mère n'est pas autorisée à revoir jusqu'à leur mort.
De son côté, à partir de cette date, Charlotte Sophie entame une relation avec Albert-Wolfgang de Schaumbourg-Lippe, mari de sa cousine Charlotte de Nassau-Siegen (uk). De cette relation hors mariage naissent deux fils illégitimes, adoptés par des amis et des serviteurs de Charlotte Sophie.

### Voyage et début de correspondance
En 1738, Charlotte Sophie entame un premier voyage dans les cours d'Europe centrale, afin notamment d'y rencontrer Frédéric II et Marie-Thérèse d'Autriche. Les différents voyages qu'elle entreprend la mènent notamment à Copenhague, Leipzig, Berlin et Vienne. Ils ont pour but premier d'attirer l'attention des souverains sur sa situation, et d'utiliser leur influence pour peser dans le règlement de ses conflits immobiliers,.
Mais ils sont aussi l'occasion de rencontres moins intéressées, notamment avec Voltaire puis Luise Gottsched. À la suite de ces voyages, une correspondance abondante se forme notamment avec ces derniers,. Elle est surnommée « la Sévigné de l'Allemagne ».

### Gestion des domaines et héritages
Jusqu'en 1754, elle gère les domaines dont elle a hérité, mais s'en dessaisit à cette date en faveur de ses fils illégitimes. À partir de 1757, elle réside une dizaine d'années au château de Jever (de), puis s'établit de manière permanente à Hambourg en 1767, au n°3 de Jungfernstieg (de). Son salon y accueille des personnalités politiques, artistiques et scientifiques.
En 1774, le conflit concernant ses possessions s'aggrave. La belle-fille de Charlotte Sophie, Catherine Maria Bentinck, prend possession du domaine néerlandais de Doorwerth au nom de ses jeunes enfants, spoliant la comtesse de son propre personnel. Un procès tenu à La Haye en 1781 donne raison à Charlotte Sophie, qui recouvre son bien et l'administre l'année suivante. Elle le lègue à son petit-fils lors des années 1790, mais cet accord est ensuite révoqué et la propriété échoit finalement dans son testament à un autre de ses petits-fils, William Bentinck (en).

### Fin de vie
Charlotte Sophie Bentinck meurt le 4 février 1800 à Hambourg.

## Postérité
Hella S. Haasse publie en 1978 un roman intitulé Mevrouw Bentinck of Onverenigbaarheid van karakter (« Madame Bentinck ou l'incompatibilité de caractère »), réédité en 1996 sous le titre Charlotte Sophie Bentinck.
Le téléfilm néerlandais Charlotte Sophie Bentinck (nl) de 1996 est une fiction qui s'appuie sur le roman de Hella Haasse.